# Caniçal
Caniçal é uma vila portuguesa sede da Freguesia de Caniçal do Município do Machico, na Região Autónoma da Madeira. A freguesia tem 11,46 km² de área e 3548 habitantes (censo de 2021), tendo, por isso, uma densidade populacional de 309,6 hab./km². 
Localiza-se a uma latitude 32.733 (32°44') norte e a uma longitude 16.733 (16°44') oeste. Tem costa no Oceano Atlântico a norte e sul. Tem montanhas a oeste. 
A povoação de Caniçal foi elevada à categoria de vila em 1994.
Foi nesta freguesia que foi criada a Zona Franca Industrial da Madeira.

## Demografia
A população registada nos censos foi:
| Distribuição da População por Grupos Etários | Distribuição da População por Grupos Etários | Distribuição da População por Grupos Etários | Distribuição da População por Grupos Etários | Distribuição da População por Grupos Etários |
| -------------------------------------------- | -------------------------------------------- | -------------------------------------------- | -------------------------------------------- | -------------------------------------------- |
| Ano                                          | 0-14 Anos                                    | 15-24 Anos                                   | 25-64 Anos                                   | > 65 Anos                                    |
| 2001                                         | 951                                          | 739                                          | 1946                                         | 257                                          |
| 2011                                         | 747                                          | 566                                          | 2259                                         | 352                                          |
| 2021                                         | 376                                          | 500                                          | 2115                                         | 557                                          |

## Descrição
No extremo leste da Madeira encontra-se esta pequena e solitária freguesia. É uma antiga aldeia de pescadores, que demora entre as alcantiladas rochas que a separam de Machico e os terrenos de caprichoso recorte e de acidentado relevo que formam a ponta de São Lourenço. Pode afirmar-se que fica isolada do resto da ilha, embora não esteja dela separada pelo oceano, em virtude da dificuldade das comunicações, que, apenas em circunstâncias de extrema necessidade e somente quando o estado do mar o não permite, se estabelecem com a vizinha freguesia de Machico, através dum estreito carreiro praticado na rocha, por vezes abrupta e sempre semeada dos mais arriscados e iminentes perigos. A existência dos seus habitantes decorre entre os labores da pesca, a que principalmente se entregam, e o amanho e cultivo de algumas terras. Vivem muito abaixo duma estrita mediania, e quando estala a procela e ondas alterosas vêm fustigar a costa, impedindo as labutas do mar, a miséria e a fome entram em muitos casais e ali estadeiam todo o seu cortejo de horrores. É uma gente pacífica e ordeira, acostumada ao remanso feliz daquele isolamento e daquela tranquilidade, desconhecendo os confortos e comodidades dos centros populosos e não invejando, portanto, os gozos e atractivos que esses meios, onde impera o bulício e o prazer, proporcionam aos eleitos da fortuna.[carece de fontes?]

## História
[carece de fontes?]
O núcleo primitivo da colonização desta freguesia provém, diz o dr. Azevedo[carece de fontes?], da fazenda povoada no sítio assim chamado (do Caniçal), a qual pertencia a "Vasco Martins Moniz, fallecido em 1510; este fez ahi morgado, por testamento de 5 de setembro de 1489, a favor de seu primogenito Garcia Moniz, o qual foi senhor do Caniçal e fundador da igreja do logar, no primeiro quartel do século XVI."
Mais velho, mas talvez ainda contemporâneo de Vasco Martins Moniz, foi João Teixeira, terceiro filho do descobridor Tristão Vaz, o primeiro donatário de Machico, e dele diz Gaspar Frutuoso que "foi grande caçador e inclinado a montear, e por essa causa havia na Villa de Machico huma coutada sua no Caniçal, de tanta caça de coelhos, perdizes, pavões, e muitos porcos javaliz, que se affirma que era a melhor coutada de todo o Portugal: o que dá a entender huma carta que hoje em dia está na Câmara de Machico, escripta por El-Rey D. Manoel aos officiaes della, em que lhes encomenda muito que tenham estreita conta com a coutada dos filhos do primeiro capitam, e que ninguem entre nella, porque lhe inculcavam e affirmavam que, se elle acertasse vir à ilha, em nenhumas outras terras podia montear e caçar, senão nesta do Caniçal, e campos de Sancta Catharina."
Embora nos pareça haver algum exagero nas palavras do cronista, devemos no entretanto acreditar que a coutada tinha importância, e os terrenos que a constituíam ainda hoje conservam o nome de Terras de João Teixeira.
Caniçal é a mais antiga das pequenas paróquias desta ilha. O seu isolamento e dificuldades de comunicações com as povoações vizinhas mais ainda do que o número dos seus moradores, aconselharam a criação da freguesia, o que se deu pelos anos de 1561, pois nesta época nem chegariam a 15 os casais que a povoavam. 0 alvará régio de 12 de setembro de 1564 fixou em 14.300 réis o vencimento anual do pároco, que foi respectivamente aumentado pelos alvarás de 24 de novembro de 1572, 10 de setembro de 1589, 22 de outubro de 1592 e 31 de agosto de 1609, ficando então a perceber anualmente a côngrua de 24.000 réis em dinheiro, um moio de trigo e uma pipa de vinho, o que em atenção à população, constituía um ordenado superior ao de outros vigários, o que se justificava pela pobreza e isolamento do lugar. Sabemos que no período decorrido de 1590 a 1660 foram párocos nesta freguesia os padres Amador Caldeira, Antonio Ferreira de Quental, Matias Catanho e Vicente Luiz.
Foi na capela de S. Sebastião, fundada por Garcia Moniz no primeiro quartel no século XVI, que se instalou a sede da nova freguesia. Por 1594 se acrescentou ou reedificou a mesma capela, deixando-a em tal estado de ruína o terramoto de 1748, que uma testemunha contemporânea diz que *não tem outro remédio senão nova edificação+. A 9 de Junho de 1749 se lançou a primeira pedra para a construção do novo templo, que é o actual, procedendo-se à sua bênção solene no dia 13 de Dezembro de 1750. Foi erigido em sítio um pouco afastado do da primeira igreja, conservando este ainda o nome de Sítio da Igreja Velha.
Tem esta paroquia a capela de Nossa Senhora da Piedade, pitorescamente situada no alto dum monte e a debruçar-se sobre as águas do oceano. Foi construída no monte Gordo ou da Piedade, a distância de 4 km  da igreja paroquial. É ocasião de fazer referência à original procissão que todos os anos se realiza em direcção a esta capela, saindo o prestito religioso da igreja paroquial a caminho da praia, onde toma alguns barcos vistosamente engalanados, sendo de perto seguida por um número considerável de pequenas embarcações à vela até a raiz do monte, fazendo-se aí o desembarque e em seguida a penosa ascensão da aprumada escarpa, dando por fim entrada na pequena e solitária ermida.
Os terrenos desta freguesia então em grande parte por cultivar, devido à escassez de águas de irrigação. Tem falta de fontes de água potável e não é atravessada por ribeiras. 0 autor das Saudades, referindo-se certamente a uma época muito anterior àquela em que este livro foi escrito (1590), diz o seguinte:
"Para se regarem canas de assucar nesta villa (Machico) e para o Caniçal, se tirou huma levada de agora de tão longe, que do logar onde nace até a villa serão quatro legoas e meya ou perto de cinco, na qual se gastaram mais de cem mil cruzados, por vir de grandes serras e funduras; e dizem que na obra della se furaram dous picos de pedra rija, por não haver outro remedio. Raphael Catanho, genoes, com o grande spirito que tem, como quase todos os estrangeiros e principalmente os desta nação, foi o primeiro que começou a tirar esta agoa, e depois El-Rey a mandou levar ao cabo: e, pelo muito custo que fazia, já se não usa. A esta passagem de Frutuoso acrescenta o padre Fernando Augusto de Pontes, no seu interessante livro Excursões na Madeira,: ?é esta mesma levada a que abastece de água a quinta do Palheiro Ferreiro?. Parece que noutros tempos teve esta freguesia uma notável arborização, e ainda hoje, ao norte dela, se encontram algumas matas, restos talvez das antigas florestas."

## Património
Nos limites desta paróquia ficam os conhecidos Fósseis, que são um dos pontos de maior interesse que esta ilha oferece às observações dos naturalistas. 
A ponta de S. Lourenço com seu ilhéu adjacente, onde estão instalados um farol e uma estação telegráfica e semafórica, merecem mais demorada referência.
Entre a povoação e a ponta de S. Lourenço fica a interessante e pitoresca baía da Abra, não menos vasta do que a de Machico, e muito abundante em peixe. Houve o pensamento de ali se construir um porto de abrigo e arsenal de marinha, chegando para este fim a realizarem-se alguns estudos no primeiro quartel do século passado.
Aquém desta baía, isto é, entre ela e o povoado, fica uma pequena praia que tem o nome de Prainha, e que é bastante visitada pelos veraneantes que passam a estação calmosa na vila de Machico. É a única praia de areia que tem esta ilha, ficando situada ao fundo duma pequena e pitoresca enseada. Nas imediações dela se levantava a antiga igreja, e hoje prepara-se ali a construção dumas salinas.
Com excepção da parte povoada, é esta freguesia em geral muito montanhosa e de um grande acidentado nos seus terrenos, podendo fazer-se menção dos montes ou picos do Penedo do Saco, do Junqueiro, Lagedo, Cancela, Judeu, Dragoal, Tojal, Facho e Castanho, ficando o alto deste a mais de 600 metros acima do nível do mar. O pico da Cancela é uma cratera extinta, e das suas imediações se avista a ponta de São Jorge e a ilha do Porto Santo, sendo nesta eminência que verdadeiramente começa o cabo ou ponta de São Lourenço.
Os principais sítios são Banda do Silva, Serrado do Marmeleiro, Entre as Águas e Banda de Além.

## Topónimo
A povoação do Caniçal encontra-se ligada aos primeiros tempos da colonização da Madeira.
A origem do seu nome provém de uma região onde abundavam caniços - um caniçal. "Este extremo oriental da Madeira, na nudez das suas rochas onde espigavam caniços - um caniçal - pela Ponta de São Lourenço além"
Desde o início da colonização da Ilha da Madeira, que se inicia a partir de 1425, estas terras não foram desprezadas, pois foram a coutada mais importante da Ilha, onde iam montear os filhos do 1.º capitão-donatário da capitania de Machico, Tristão Vaz.
A esta coutada famosa, se refere Gaspar Frutuoso, nas Saudades da Terra: "era tanta caça de coelhos, perdizes, pavões e muitos porcos javalis, que se afirma que era a melhor coutada de todo o Portugal; o que dá a entender uma carta escrita por El-Rei D. Manuel aos oficiais da Câmara em que lhes encomenda muito que tenham estreita conta com a coutada dos filhos do 1.º capitão, e que ninguém entre nela, porque lhe inculcavam e afirmavam que, se ele acertasse vir à ilha, em nenhumas outras terras podia montear e caçar senão nesta do Caniçal, e campos da Santa Catarina."
E por ser esta jurisdição de tanta caça, havia em Machico homens desta nobre geração tão caçadores de gaviões, lebréus e cães de fila, que foi uma das nobres cousas do Reino, e dia se fazia que matavam duzentos coelhos, fora muitas perdizes, e outra muita caça, e todos vinham, e entravam na vila a cavalo com os gaviões na mão, que mais parecia uma nobre corte, que vila de tão poucos vizinhos"
A povoação foi fundada por Vasco Moniz, fidalgo escudeiro que serviu nas praças de África, naquelas terras doadas pelo capitão donatário de Machico. Vasco Moniz estabeleceu-se numa fazenda povoada que veio a ser a origem da actual freguesia- a mais antiga das pequenas freguesias da Madeira.
Em 5 de Setembro de 1489 Vasco Moniz, por testamento, lega ao seu filho primogénito, Garcia Moniz o morgadio do Caniçal.
Nos primeiros tempos do povoamento, não faltava água naquelas terras, embora houvesse falta de nascentes, "pois que para se regarem canas de açúcar nesta vila (Machico) e para o Caniçal se tirou uma levada de tão longe que do lugar onde nasce e passa por Machico serão quatro léguas e meia ou parte cinco, na qual se gastaram mais de cem mil cruzados, por vir de grandes serras e funduras. E dizem que na obra dela se furaram dois picos de pedra rija por não haver outro remédio".
Das velhas matas ficaram, como recordação os nomes de Dragoal e Tojal e, do cultivo - o Serrado dos Marmeleiros.
A paróquia de São Sebastião do Caniçal é do começo do século XVI. Não foi a importância da povoação, nem a perspectiva do seu desenvolvimento que justificaram a criação da Capelania do Caniçal, por carta Régia de 25 de Agosto de 1527, em tão afastado lugar, onde existiam, na época, pouco mais de 10 casais, quase exclusivamente vivendo da pesca. Pelo contrário, foi o isolamento, dadas as enormes dificuldades de comunicação com Machico, que levou à criação duma reduzida paróquia.
A primitiva igreja, mais a oriente, foi edificada por Garcia Moniz, no sítio que ainda se chama de Igreja Velha.
No começo do século XVI esta pequena igreja foi saqueada pelos corsários que passavam, com muita frequência, pelas costas da Ilha da Madeira, atraídos, quer pela procura de alimentos, quer pela cobiça das riquezas.
Em meados do século XVI, o Caniçal tinha apenas 16 moradores, o que revela um crescimento muito diminuto, devido às adversidades provocadas pelas condições geológicas o isolamento que se acha sujeita, entre alcantilados penedos e serventia, quase exclusivamente, por mar.
Em 1561 foi criada a freguesia do Caniçal, com 15 casais. O alvará régio de 12 de Setembro de 1564 fixou em 14.300 réis o vencimento anual do pároco, que foi respectivamente aumentado pelos alvarás de 24 de Novembro de 1572, 10 de Setembro de 1589, 22 de Outubro de 1592 e 31 de Agosto de 1609, ficando então a perceber anualmente a côngrua de 24.000 réis em dinheiro, um moio de trigo e uma pipa de vinho, o que em atenção à população, constituía um ordenado superior ao dos outros vigários, o que se justificava pela pobreza e isolamento do lugar.
Foi na capela de São Sebastião, fundada por Garcia Moniz, no 1.º quartel do século XVI, que se instalou a sede da nossa freguesia. Por volta de 1594 se acrescentou ou reedificou a mesma capela.
Em 1598 o recenseamento da Ilha da Madeira, por determinação do Concílio de Trento e do Bispo do Funchal, D. Luís Figueira diz que "Na Ponta de São Lourenço está a freguesia de São Sebastião do Caniçal, a qual somente tem 8 fogos, por respeito dos ingleses (que a saquearam e destruíram) e contém 26 almas de sacramento. Está a uma boa meia légua da vila de Machico, donde se lhe acode quando há corsários na costa e na ponta"
Nas instruções das ordenanças da capitania de Machico se recomendava atenção às fogueiras do Caniçal, indicativas de mouro pela Ponta de São Lourenço.
Existe um sítio com o nome - As Três Donzelas - de que na tradição ficou terem sido ali roubadas numa noite pelos corsários.
Do século XVI, temos a construção da primitiva capela de Nossa Senhora da Piedade, que segundo conta a tradição, foi fruto do voto de marinheiros que, vendo o seu navio prestes a despedaçar-se contra os rochedos da costa, prometeram erigir no cimo do monte uma pequena ermida dedicada à Santíssima Virgem.
Em outro tempo, teve adjunta uma casa destinada a recolher os devotos, que ali iam em romarias. A actual capela remonta do século XVII.
Desde tempos imemoriais se honra a Senhora dos Pescadores, em Setembro, com uma original procissão marítima.
Na véspera da solenidade, vem a imagem para a Igreja do Caniçal, onde se celebra uma festa, sendo tirado à sorte o barco que tem a honra de conduzir a Virgem até à sua capelinha, sobre o cabeço do Monte Gordo.
Quando a procissão se fazia toda em barcos à vela, antes do aparecimento da era do motor, era um espectáculo original e interessante ver o embarque da confraria, de cruz alçada, o vigário e o andor acomodados na embarcação mais engalanada, que os vinha tomar a uma ponta do litoral, antes da existência do cais.
Todos os barcos à vela formavam a ladear o barco abençoado. laçavam-se as velas a uma, ao som da música e dos cânticos. Tudo em pé.
Em 1748 um terramoto deixou a capela de São Sebastião em total estado de ruína, que segundo uma testemunha contemporânea " não tem outro remédio senão nova edificação".
Perante esta situação houve necessidade de se construir uma nova igreja.

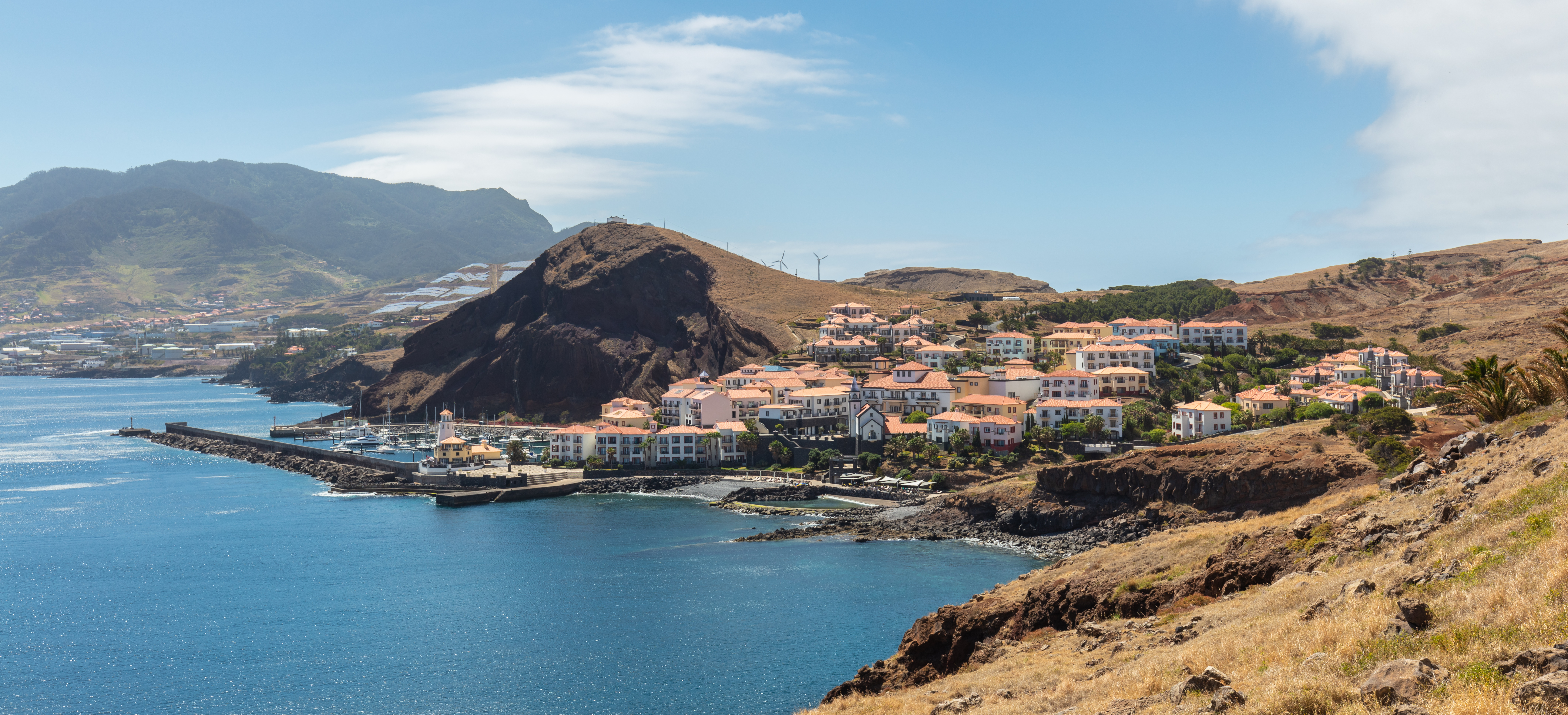
Vista de Caniçal de Ponta de São Lourenço.

Assim, a partir da 2.ª metade do século XVIII, o núcleo populacional da freguesia, de uma forma muito lenta, mas irreversível, deslocou-se para oeste, pelo facto de se ter construído, em 1749, a igreja actual. Numa época de profunda religiosidade, a igreja constituía o polo aglutinador da nova comunidade.
O Marquês de Pombal que governou o país de 1750 a 1776, projectou construir um porto de abrigo na Baía de Abra que comportasse dez naus.
No início do século XIX, o Governador António Manuel de Noronha pensou construir um arsenal de marinha na Baía de Abra, na Ponta de São Lourenço, mas não passou de projectos, como se pode constatar no documento, em que o referido governador ordenou ao l.º Tenente de mar para acompanhar o Tenente Coronel Paulo Dias de Almeida para efectuar as demarcações que se vão fazer na enseada da Abra na Ponta de São Lourenço para o dito arsenal.
Por esta altura, também se cuidou da defesa da população, composta na sua quase totalidade por pescadores, frequentemente assaltada por piratas mouros, tendo, então construído um pequeno forte no litoral que passou a vigiar a aproximação dos assaltantes, em colaboração com aos demais vigias da costa (…)
Paulo dias de Almeida, na sua Descrição da Ilha da Madeira (1817 / 1827), referindo-se ao Caniçal diz:
"Os habitantes são muito pobres e se empregam na pesca de que vivem. O terreno é inculto e apenas conservam quatro figueiras, junto à igreja e alguns inhames. Poderia servir este terreno para pinheiros, desde as serras ou altos de Machico até à capela de Nossa Senhora da Piedade.
Desta capela para a Ponta semeiam trigo e centeio. O Ilhéu do Meio também é semeado.
Em toda esta Ponta pastam muitas cabras, ovelhas e porcos. Não têm águas, só, perto da Igreja há uma pequena fonte e outra na capela da Piedade, mas também pequena.
Esta Ponta tem muitos bons ancoradouros e tem acontecido, por vezes, fundearem ali corsários e irem ali apanhar o gado. Precisa-se muito no porto de uma peça para qualquer sinal, no caso de carecer sinal de socorro da vila de Machico, quando possa ser atacada de algum corsário.
É distante da vila de Machico, meia légua por mar. A comunicação por terra é uma estreita vereda por rochas e muito perigosa." 7
Em 1867 procederam-se a organização das obras do farol da Ponta de São Lourenço, tendo os trabalhos da construção da respectiva casa e dependências anexas, começado em 1868 e terminado em princípios de 1870. Estava satisfeita uma grande necessidade pública. Alguns navios naufragaram naquelas imediações, nomeadamente o encalhe do Forerunner em Outubro de 1845.
Em 1909 foi mandado construir pela Junta Geral um pequeno cais no centro principal da freguesia, adequado ao tamanho das embarcações de pesca, visto o anterior o chamado "cais de barro" se encontrar em estado de degradação e abandono.
A freguesia do Caniçal, em 26 de Abril de 1931, foi palco do desembarque de soldados de Lisboa que se apoderaram da Rádio Marconi, construída em 1926, que se encontrava na posse dos revoltosos, aquando da célebre Revolução da Madeira e, desmontaram algumas instalações de TSF existentes no local e prenderam alguns soldados, abandonados pelo seu comandante, um tenente, que na emergência de pusera em fuga.
Na madrugada de 30 de Abril novo desembarque no Caniçal de 700 soldados, a guarda avançada da ditadura, comandada por Botelho Moniz que lança uma, bem sucedida, progressão em direcção a Machico.
Em 1942 é instalada a Empresa Baleeira do Arquipélago da Madeira, no sítio da Cancela e, durante muito tempo, constituiu uma importante fonte de sustento para muitas famílias.
Apesar destas melhorias, o Caniçal continuou a ser, até meados do século XIX, uma pequena e pobre freguesia desligada do resto da ilha, vivendo a suas gentes, quase exclusivamente, da pesca. A sua população aumentou muito lentamente. Em 1920 a população era de 657 pessoas e em 1940 era 996.
A abertura do aqueduto Machico-Caniçal, com a extensão de 16 km, permitiu uma nova fase de modificações e prosperidade na terra e vida do Caniçal. Os terrenos adquiridos e arroteados pela Junta Geral transformaram uma zona de esterilidade permanente num pequeno oásis de culturas ricas e pobres, dando colorido à paisagem, vida à terra, trabalho à população.
A construção do túnel, no início dos anos 60, abriu as portas ao secular isolamento a que esteve votada esta freguesia, mantendo, ainda hoje características singulares no contexto da Região Autónoma da Madeira: a endogamia, a prática que privilegia a residência pós-matrimonial fora da casa dos pais "quem casa quer casa", o apego à casa, um enorme sentido de solidariedade e de entreajuda.
Com a conquista da Autonomia, uma aspiração secular dos madeirenses, novos horizontes se rasgaram. Novas estradas se abriram, novos equipamentos foram implementados: a instalação dos CTT, o Museu da Baleia, a criação da Zona Franca Industrial, a construção do novo porto de pesca, o abastecimento regular de água potável com a construção de uma adutora em 1988 que transporta a água das fontes vermelhas de Machico, o crescimento do tecido urbano e da sua população (1991 - 3586 habitantes ; 1995 - mais de 5000 habitantes) projectaram a nossa terra como uma das freguesias mais dinâmicas e progressivas da Região Autónoma da Madeira.
Este crescimento sócio-económico foi acompanhado pelo surgimento de diversas entidades culturais e recreativas que têm contribuído para defender o nosso património cultural e a nossa verdadeira identidade, prestigiando a nossa terra que nos orgulhamos pertencer.
O Clube de Futebol do Caniçal, fundado em 1981, o Grupo de Folclore da Casa do Povo do Caniçal, fundado em 1991, são exemplo vivo da nossa pujança e da nossa firme vontade de vencer os desafios do século XXI.

## Enseadas
- Baía da Abra

## Pontas
- Ponta da Abra

## Portos
- Porto do Caniçal